# Leo Peracchi
Leo Peracchi (São Paulo, 30 de setembro de 1911 — Rio de Janeiro, 16 de janeiro de 1993) foi um maestro, arranjador, pianista, professor e compositor brasileiro, considerado como um dos maiores orquestradores da música popular brasileira ao lado de nomes como Lyrio Panicali, Pixinguinha, Radamés Gnattali e Aristides Zaccarias.
Era casado com a cantora Lenita Bruno e lecionava harmonia e orquestração na Academia Lorenzo Fernandez, no Rio de Janeiro, cidade para onde se transferiu em 1941. Casou-se pela terceira vez com Nina Campos (3)
Villa-Lobos o considerava o maior regente brasileiro, Radamés dizia ser um gênio, Jobim o chamava de Mestre. Foi diretor musical da Orquestra Sinfônica de Altoona, Pensilvânia, Estados Unidos, por 2 anos. La também dirigiu conjuntos corais e lecionou nas Escolas Nossa Senhora de Lourdes e Montessori  além da Universidade da Pensilvânia .Trabalhou com a Orquestra Sinfônica de Belgrado, Iugoslávia, hoje Sérvia., Luís Nassif diz no artigo onde se tem essas informações, que ele foi um dos renovadores da escola de arranjos brasileira. (3)

## Discografia
- ([S/D]) Carlos Gomes-trechos orquestrais • LP
- (2002) Canções de Tom  Jobim • CD
- (1968) Por toda a minha vida • LP
- (1958) Festa de boleros • Odeon • LP
- (1957) Sambas e violinos • Odeon • LP
- (1956) Desespero/Mentindo • Sinter • 78
- (1956) No mar negro/Florianópolis • Musidisc • 78
- (1956) Tardes de Lindóia/Só pelo amor vale a vida • Musidisc • 78
- (1956) Música de champagne • Musidisc • LP
- (1955) Branca/Longe dos olhos/Último beijo/Aurora • Musidisc • 78
- (S/D)   Sambas Eternos, Imperial  IMP-30.028 - Léo Peracchi e Suas 100 cordas Miraculosas -  LP